# Humberto Tejera
Humberto Tejera, también conocido con el seudónimo de Vinicio Umbriel (Mérida, 8 de agosto de 1890-Ciudad de México, 8 de agosto de 1971), fue un poeta, escritor, ensayista, biógrafo, abogado, periodista y profesor universitario venezolano, nacionalizado mexicano en 1935. Doctor en Ciencias Políticas graduado en la Universidad de los Andes.

## Trayectoria

### Trayectoria política
Socialista de convicción, luchó contra el gobierno de Juan Vicente Gómez en su natal Mérida, entre 1906 -1919. Se vio obligado a abandonar Venezuela porque, siendo juez en Táchira, falló a favor de un grupo de campesinos en contra de los intereses de dos trasnacionales: la alemana, Breuer Möller y Cía. y la norteamericana, Bramon States Company. En 1919 se exilió en Panamá y a partir de 1920 y hasta su muerte en 1971, en México.
La Generación del 28, a la que Humberto Tejera pertenece por su actividad política, tuvo gran impacto en la vida política de Venezuela. Porque sus miembros, además de luchar contra Vicente Gómez, se agruparon por primera vez en la historia de Venezuela en partidos políticos socialistas o comunistas -ya desde 1926- en los diferentes países en los que tuvieron que refugiarse. Así, Humberto Tejera, en Panamá y México, continúo participando en diversos planes para derrocar a Goméz con ayuda de otros exiliados venezolanos, recaudando fondos y armas para la causa revolucionaria de Venezuela. En Panamá Tejera redactó el programa socialista del Partido Republicano formado por venezolanos en el exilio (1919).   En México, en 1926, fundó al lado de Carlos León, Gustavo Machado y Salvador de la Plaza, entre otros,  el Partido Revolucionario Venezolano (PRV) con cede en la Ciudad de México.

### Trayectoria literaria y periodística
La labor poética y literaria de Humberto Tejera comenzó en Mérida. Entre 1906 y 1908, fue redactor y colaborador de la revista Génesis, además, participó en la dirección de Álbum Merideño. En esta época publicó sus poemas y artículos bajo el seudónimo de Vinicio Umbriel. En Panamá, en 1919, estuvo a cargo de la redacción de la revista Cuasimodo. En México, de 1920 a 1971, publicó la mayoría de sus obras: libros de poesía, biografías, ensayos, crónicas y obra narrativa. Fue colaborador y redactor de los periódicos el Diario de México, El Heraldo de México y Novedades de México entre otros.  Contribuyó también con gran cantidad de artículos en revistas como Amauta, Antorcha, El Maestro Rural, Futuro, El libro y el pueblo, México Pedagógico, Euroindia, entre muchas otras.
La obra poética de Humberto Tejera presenta una transición entre dos corrientes: la modernista y la vanguardista. Para Mariano Picón Salas, los libros de poemas  El árbol que canta, Una voz y Acantilado pertenecen al regionalismo poético, al que llama también nativismo. Gabriel Jiménez Emán por su lado, considera que Humberto Tejera forma parte de la Generación del 18. Esta generación de poetas, a pesar de no ser homogénea, tiene en común que retorna a las formas y los estilos del romanticismo, rompiendo con la tradición del modernismo en Venezuela. Así, Jiménez Emán clasifica la obra poética de Humberto Tejera dentro del simbolismo y en dirección al vanguardismo. Otros representantes de esta generación son Andrés Eloy Blanco, Luis Yépes y Pío Tamayo.

### Contribución a la política educativa en México
La historia de la educación pública en México entre 1921 y 1958, se puede dividir en cuatro grandes periodos:
- La educación nacionalista (1921-1924)
- La educación rural e indigenista (1924-1942)
- La educación socialista (1934-1942)
- Proyecto de Unidad Nacional (1940-1958)

Entre 1921 y 1924,  después de la Revolución Mexicana, la política educativa unía los principios de la pedagogía progresista (participación activa del alumno en la sociedad y el aprendizaje) con la realidad mexicana. Todo dentro de un marco humanista en el que las bellas artes y la cultura general tenían gran importancia. Humberto Tejera participó, desde su llegada a México en 1920, en la vida intelectual y pedagógica del país y colaboró desde entonces muy de cerca con los miembros del Ateneo de la Juventud Mexicana: Alfonso Reyes, Antonio Caso, Julio Torri y José Vasconcelos. En el periodo educativo nacionalista de 1921 a 1924 , cuando José Vasconcelos estuvo a cargo de la dirección de la Secretaría de Educación Pública (SEP), formó parte del Departamento Editorial de la SEP, que se dio a la tarea de traducir y publicar los grandes clásicos - Tolstoi, Barbusse y Rolland, entre otros- con la intención de permitir al pueblo mexicano el acceso a la cultura universal.  Entre 1922 y 1925 fundó y dirigió la revista El Maestro Rural. En esta época también trabajó en colaboración con Ramón del Valle- Inclán, Gabriela Mistral y otros intelectuales destacados, en la redacción de los libros de texto para la Secretaría de Educación Pública en el Departamento de Bibliotecas y Bellas Artes.
En 1924 José Vasconcelos vio la necesidad de llevar la educación a las zonas rurales e indígenas de México. Humberto Tejera participó como maestro rural en este proyecto. También, como parte de esta nueva estrategia educativa, publicó en 1929 Cultores y Forjadores de México.  Este libro se dirigía a los niños de las escuelas primarias en el campo y la ciudad,  y presentaba las biografías de una serie de personas que, en el transcurso de la historia de México, habían realizado labores humanitarias de importancia para el pueblo. Es decir, la intención del libro era narrar la historia de México desde la perspectiva del campesinado. El libro fue un libro de texto de las Misiones Culturales en las escuelas rurales. En Crónica de la escuela rural mexicana (libro usado como fuente primaria en la actualidad) Tejera explica al lector, con conocimiento de causa, la finalidad de las escuelas rurales, del proyecto de las Casas del Pueblo y de las de las Misiones Culturales iniciadas por Vasconcelos.

Por proyecto de educación socialista en México se entiende la proposición que en 1933 se presentó al Presidente de México para alterar el Artículo 3° de la Constitución Mexicana, artículo que se refiere al derecho de todos los mexicanos a recibir educación. La proposición consistía en convertir la educación primaria y secundaria controlada por el Estado, en gratuita, obligatoria y laica. Además, debía basarse en la ideología socialista para reforzar la solidaridad entre los pueblos y socializar al futuro los medios de producción. Humberto Tejera (citado como fuente primaria por este artículo)  argumentó en 1934 en el periódico El Nacional y defendió esta proposición de ley que desencadenó un gran debate por el término educación socialista: 
Desde luego debe decirse: la educación socialista no implica la incrustación, a la fuerza, de dogmas de ninguna especie en la mente de los alumnos. La educación socialista abre el campo a toda especie de dogmas, hipótesis, críticas y sugestiones; y solo enseña a confrontar ese conjunto de conocimientos con un criterio de justicia económico social (El Nacional, 3 de octubre de 1934).
En 1945, cuando se buscaba la unidad nacional en la educación (1940-1958), Jaime Torres Bodet, al frente de la Secretaría de Educación Pública, formó el Instituto Federal de Capacitación del Magisterio (IFCM).  El Instituto ofrecía preparación a los maestros que trabajaban en las ciudades de los diferentes Estados de la República Mexicana, desplazando así los esfuerzos por mejorar la educación de las zonas rurales a las zonas urbanas. El sistema del Instituto Federal de Capacitación Magisterial permitía a los maestros titularse desde su lugar de trabajo. Dentro de esta política de la educación, Jaime Torres Bodet inició la Biblioteca Enciclopédica Popular. Humberto Tejera viajó por todo México dando cursos de preparación a maestros de todo el país, desde la fundación del Instituto Federal de Capacitación del Magisterio. Es en esta época también que publicó la biografía Bolívar, guía democrático de América  y la  Biografía de José de San Martín en la Secretaría de Educación Pública.
Humberto Tejera fue profesor universitario de Derecho Internacional tanto de la Universidad Nacional Autónoma de México, Ciudad de México, como de la Universidad de Tampico, Veracruz.

## Distinciones y reconocimientos
- Orden Andrés Bello (primera clase).
- Miembro Correspondiente en México de La Academia Nacional de la Historia de Venezuela (1966).[25]
- Una avenida lleva su nombre en la urbanización Kennedy, de parroquia Domingo Peña, en Mérida, Venezuela.[26]
- Monumento en su honor en el Parque el Rincón de los Poetas, en Mérida, Venezuela.[27]
- Monumento a los Caídos de la Generación del 28, Universidad Central de Venezuela, del escultor Ernest Maragall i Noble.
- Premio Humberto Tejera ( periodismo) otorgado por la Universidad de los Andes desde 1970.[28]

## Obra

### Estudios, ensayos y monografías
- Los Gómez y el poder judicial de Venezuela.  Panamá. 1919.
- Doce años de rehabilitación. México. 1920.

### Obra poética
- El árbol que canta. México.1921.
- La mujer de nieve. México. 1922.
- Quezalcoatl. México. 1924.
- Grecas mexicanas. Imprenta El Progreso. México.1930.
- Acantilado. Ediciones del autor. México. 1937.
- Una voz. Editorial México Moderno. México. 1939.
- Autógrafo a Tenochtitlan. Imprenta Morales Hnos. México. 1957.
- Aires de Sierras. México. 1958, 1960.
- Teotihuacán. Centro Histórico del Estado Mérida. México. 1964.

### Obra biográfica
- Biografía de don Miguel Hidalgo y Costilla.  Secretaría de Educación Pública. México 1925.
- Biografía de don Francisco A. de Icaza. Secretaría de Educación Pública. México 1925.
- Cultores y forjadores de México. Talleres Gráficos de la Nación. México.1929.
- Maestros indoiberos. Ediciones Minerva. México. 1934.
- Bolívar, guía democrático de América. Secretaría de Educación Pública. México 1944.
- Biografía de José de San Martín. Secretaría de Educación Pública. México. 1945.
- Carta a Mérida andina. México. 1960.

### Crónicas
- Crónica de la Escuela Rural mexicana. Secretaría de Educación Pública. México 1963.

### Obra narrativa
- Popocatepetl. México. 1925.
- Cinco Águilas Blancas. Editorial Bolívar. México. 1932.